# 波希米亚森林广场站
波希米亚森林广场站（德語：U-Bahnhof Böhmerwaldplatz）是一座慕尼黑地铁4号线位于博根豪森的一座车站，位于波希米亚森林广场。